# Idol on Parade
Idol on Parade è un film del 1959 diretto da John Gilling.
È una commedia britannica con William Bendix, Anthony Newley e Anne Aubrey. È incentrato sulle vicende di una star della musica chiamato nell'esercito.

## Produzione
Il film, diretto da John Gilling su una sceneggiatura di John Antrobus con il soggetto di William Camp, fu prodotto da Irving Allen e Albert R. Broccoli e Harold Huth per la Warwick Film Productions.

## Distribuzione
Il film fu distribuito nel Regno Unito dal 24 marzo 1959 al cinema dalla Columbia Pictures Corporation. Il film è conosciuto anche con il titolo Idle on Parade.